# Eesti Rahvusringhääling
Eesti Rahvusringhääling (en català, «Radiodifusió Pública d'Estònia»), també coneguda per les sigles ERR, és la companyia de radiodifusió pública d'Estònia. Va ser fundada en 2007 i actualment gestiona cinc cadenes de ràdio i tres canals de televisió. És membre de la Unió Europea de Radiodifusió des de 1993.

## Història
El primer mitjà de comunicació estonià va ser Eesti Raadio, engegat el 18 de desembre de 1926 sota la denominació Raadio-Ringhäälingut. Amb la incorporació d'Estònia a la Unió Soviètica, el servei va passar a anomenar-se Radio Tallinn. D'altra banda, les emissions de televisió van començar el 19 de juliol de 1955 com Tallinna Televisioonistuudio.
Quan Estònia es va independitzar de la URSS, tant la ràdio com la televisió pública van ser nacionalitzades i convertides en el servei públic del nou estat. En 1990, Eesti Raadio i Eesti Televisioon van adoptar direccions independents entre si.
Al gener de 2007 el govern va aprovar la Llei de Radiodifusió Pública d'Estònia, segons la qual tots els mitjans públics havien d'integrar-se en l'empresa Eesti Rahvusringhääling a partir de l'1 de juny del mateix any. Els estatuts de ERR estableixen valors d'innovació, servei públic, professionalitat i responsabilitat amb la societat civil.
Els mitjans públics estonians es financen a través d'aportacions estatals i un impost als mitjans privats, per la qual cosa ERR no pot emetre publicitat.

## Serveis

### Ràdio
- Vikerraadio: Cadena de ràdio generalista que basa la seva programació en informatius, magazins i entreteniment.
- Raadio 2: Ràdio amb perfil juvenil, especialitzada en música.
- Klassikaraadio: Emet música clàssica, jazz, folk i programes culturals.
- Raadio 4: Cadena dedicada a les minories lingüístiques estonianes, especialment enfocada en la comunitat de parla russa.
- Raadio Tallinn: Ràdio internacional amb programes de les anteriors cadenes i espais internacionals (BBC Radio i Deutsche Welle).

### Televisió
- ETV: canal amb programació generalista. Va començar les seves emissions el 19 de juliol de 1955.
- ETV2: Segon canal especialitzat en esports i programació infantil. Va començar el 8 d'agost de 2008 amb la retransmissió dels Jocs Olímpics de Pequín 2008.
- ETV+: Tercer canal, només emet en idioma rus. Va entrar a l'aire el 28 de setembre de 2015.